# 朱邪金山
朱邪金山（?—?），处月酋长，沙陀人，朱邪輔國的父親。
662年，朱邪金山跟从武卫将军薛仁贵讨伐铁勒有功，唐高宗授其为墨离军讨击使。武则天于长安二年（702年）在庭州（今新疆昌吉吉木萨尔）设立北庭都护府，朱邪金山被封为“金满州都督”，受北庭都护管辖，累封张掖郡公。金山死后，子朱邪輔國嗣位。